# CCL23
Le CCL23 (pour « Chemokine (C-C motif) ligand 23 »), appelé aussi  β8‐1 (Ckβ8‐1),  MPIF‐1 pour « myeloid progenitor inhibitory factor 1 »  ou MIP‐3 pour « macrophage inflammatory protein 3 »,  est une chimiokine. Son gène est CCL23 situé sur le chromosome 17 humain.

## Rôles
Il se lie au CCR1 et permet l'attraction des polynucléaires neutrophiles, des monocytes et des lymphocytes. Il inhibe la prolifération de certaines cellules souches hématopoïétique.
Il jouerait un rôle dans la genèse de l'athérome et dans l'angiogenèse par l'intermédiaire d'une augmentation de l'expression de la métalloprotéinase matricielle 2 et de la voie du KDR/Flk-1.

## En médecine
Son taux sanguin est augmenté dans la polyarthrite rhumatoïde, dans la sclérodermie ainsi que lors d'un accident vasculaire cérébral.